# Eudarcia montanum
Eudarcia montanum är en fjärilsart som beskrevs av Reinhardt Gaedike 1985. Eudarcia montanum ingår i släktet Eudarcia och familjen äkta malar.
Artens utbredningsområde är Grekland. Inga underarter finns listade i Catalogue of Life.